# Saint-Coulomb
Saint-Coulomb är en kommun i departementet Ille-et-Vilaine i regionen Bretagne i nordvästra Frankrike. Kommunen ligger i kantonen Cancale som tillhör arrondissementet Saint-Malo. År 2022 hade Saint-Coulomb 2 970 invånare.

## Befolkningsutveckling
Antalet invånare i kommunen Saint-Coulomb
Referens:INSEE